# 丸森站

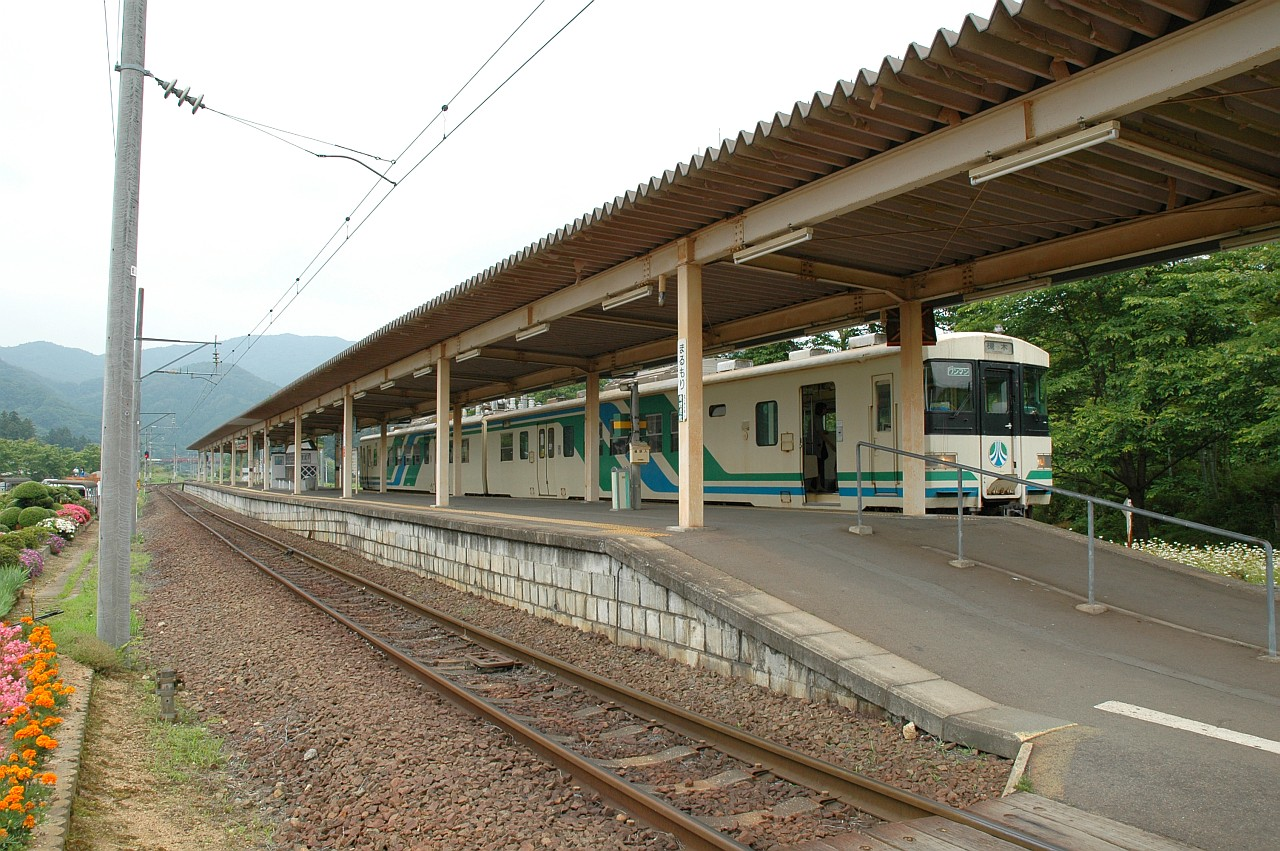
月台。停站中的列車為前往槻木方向（2007年6月）

丸森站（日语：／ Marumori eki */?）是位於宮城縣伊具郡丸森町館矢間山田，阿武隈急行的阿武隈急行線車站。在國鐵丸森線時代，以及阿武隈急行接手後一段時間，成為終點站，路線連接槻木站。

## 歷史
丸森站在1968年（昭和43年）4月1日國鐵丸森線開通時啟用。丸森線當初計劃連接槻木站和福島站，但是由於只開通槻木站至丸森站之間區間，因此丸森站成為終點站。丸森線的首班列車是柴油機車牽引6卡編成的鐵路客車，在丸森於早上6時23分出發前往仙台。在列車出發時候，丸森町長、國鐵仙台鐵道管理局代表、丸森町立館屋間小學的鼓哨隊，以及車站周邊居住約700人聚集於此站祝福路線開業。
本來，東京方向為上行線，青森方向為下行線。在國鐵時代，由於丸森站為終點站，因此丸森線槻木方向列車為上行列車。
在丸森線開通後由於使用人次較少，於國鐵再建的一環下，於1981年（昭和56年）與其他路線共同指定為特定地方交通線。國鐵決定廢止該路線。而沿線的自治體設立了第三部門鐵道公司，繼承國鐵廢止路線。在1986年（昭和61年）7月，阿武隈急行繼承丸森線。後來於1988年（昭和63年）7月，丸森站延長至福島站之間開通。
- 1968年（昭和43年）4月1日 - 國鐵丸森線車站啟用。當時沒有夜間停泊列車。
- 1986年（昭和61年）7月1日 - 阿武隈急行繼承國鐵丸森線
- 1988年（昭和63年）7月1日 - 福島至丸森之間開通。

## 車站構造
此站是地面車站，設有1面2線的島式月台。車站大樓與月台之間設有站內平交道連接。此站設有列車於此站折返。上行列車可進入上行和下行本線。下行列車只可進入下行本線。但是，各本線可向福島、槻木兩方向出發。上行本線靠近福島一方設有維護路軌車輛專用路軌。此站曾經設有列車夜間停泊，在2010年（平成22年）12月4日時間表修正起再沒有這個安排。
此站是職員配置車站。站內設有售票櫃臺（營業時間：6時00分至20時40分）、自動售票機、廁所和候車室。在櫃臺關閉時段，設有夜間專用通道前往月台。自動售票機在第一個星期日，這是由於有許多人手持免費車票。商店曾經開關數次，最後在2016年結業，把該設備撤走。在2017年4月，車站大樓靠近福島一方設有丸森搬屋、居住支援中心 （页面存档备份，存于），該設施從町廳舍遷移至此站內。

### 月台
| 月台                   | 路線          | 上下行 | 方向           | 備註            |
| ---------------------- | ------------- | ------ | -------------- | --------------- |
| 1 （靠近車站大樓一方） | ■阿武隈急行線 | 上行   | 梁川、福島方向 | 部分使用2號月台 |
| 2                      | ■阿武隈急行線 | 下行   | 槻木、仙台方向 | 部分使用1號月台 |

## 使用狀況
| 1日上落車人次變化 | 1日上落車人次變化 |
| 年度              | 1日平均人次       |
| ----------------- | ----------------- |
| 2011年            | 402               |
| 2012年            | 498               |
| 2013年            | 388               |
| 2014年            | 369               |
| 2015年            | 484               |
| 2016年            | 458               |
| 2017年            | 453               |
| 2018年            | 452               |

## 車站周邊
車站距離丸森町中心北邊約1公里。
- 國道113號（日语：国道113号）
- 丸森町公所館矢間出張所
- 館山郵局
- 丸森町民巴士站

※前往丸森市中心（丸森町公所、丸森郵局），可轉乘丸森町民巴士

## 相鄰車站
阿武隈急行
■阿武隈急行線
阿武隈－丸森－北丸森

## 注腳
1. ↑  『丸森町史』1059頁。
2. ↑  『柴田町史』通史篇2、1028-1029頁。
3. ↑  國土數値資訊(不同站上落車人次數據)  （页面存档备份，存于）（日語） - 國土交通省、2019年7月3日參閲